# 고살도
고살도 (Gosaldo, 라딘어: 'Gosalt')는 이탈리아 베네토주의 벨루노도에 위치한 코무네 (지방자치단체)이다. 베네치아에서 북서쪽 약 90 킬로미터 (56 mi), 벨루노에서 북서쪽 약 25 킬로미터 (16 mi) 거리에 있다. 2004년 12월 31일 기준, 인구는 843명, 면적은 48.8 제곱킬로미터 (18.8 mi2)이었다.
고살도는 돈 (Don), 사라신 (Sarasin), 티세르 (Tiser) 등 '프라치오네' (하위 행정기관)를 포함하고 있다.
고살도는 다음의 지자체들과 경계를 맞대고 있다: 체시오마조레, 리바몬테아고르디노, 사그론미스, 세디코, 소스피롤로, 타이본아고르디노, 토나디코, 볼타고아고르디노.

## 자매 도시
고살도는 다음과 자매 도시를 맺고 있다:
- 프랑스 생마르셀벨아케유